# انگشت‌دراز جنگلی
انگشت‌دراز جنگلی (نام علمی: Bavayia cyclura) نام گونه‌ای از سرده گکوهای کالدونیای جدید است.